# Le avventure di Picasso
Le Avventure di Picasso (Picassos äventyr) è un film del 1978 diretto da Tage Danielsson e basato sulla vita del pittore Pablo Picasso.

## Trama
Il film narra in forma surreale la vita di Pablo Picasso.

## Riconoscimenti
- Guldbagge Awards 1978: Miglior Film (Tage Danielsson)